# David Donatien
David Donatien (* 24. Dezember 1970 auf Martinique) ist ein französischer Musik-Instrumentalist und Produzent.
Donatien, der Gitarre, Cello und Percussions spielte, arbeitete unter anderem mit Bernard Lavilliers, Wasis Diop und Malia zusammen. Seit 2004 arbeitet er mit Yael Naim zusammen und produzierte 2008 unter anderem ihre populäre Single New Soul.